# 天主教塞尼加利亞教區
天主教塞尼加利亞教區（拉丁語：Dioecesis Senogalliensis）是天主教會在義大利的一個教區。屬安科納-奧西莫總教區。

## 歷史
第一位有文獻記載的主教出現於502年，他參加了教宗西瑪克主持的宗教會議。而考古證據則指教區成立於6-7世紀。1563年由聖座直轄轉屬烏爾比諾總教區。2000年3月17日起又改屬安科納-奧西莫總教區之下。

## 現況
教區包括安科納省十四市及佩薩羅-烏爾比諾省兩市。2010年有教友122,151人，佔轄區總人口95.0%。教區下轄五十七個堂區，有名九十四司鐸。現任教區主教為若瑟·奧蘭多尼。